# Linxiavis inaquosus
Linxiavis inaquosus — викопний вид птахів родини рябкових (Pteroclidae).

## Рештки
Скам'янілі рештки крил, плечового пояса, хребців і задньої кінцівки знайдені у відкладеннях формації Люшу в провінції Ганьсу на півночі Китаю.